# Кужиця
Кужиця (пол. Kurzyca, нім. Kuritz, Kunitz) — річка в Польщі, у Грифінському повіті Західнопоморського воєводства. Права притока Одри (басейн Балтійського моря).

## Опис
Довжина річки 22,19 км, найкоротша відстань між витоком і гирлом — 18,73  км, коефіцієнт звивистості річки — 1,19 , середньорічні витрати води у гирлі — 0,31  м³/с. Площа басейну водозбору 125,74  км².

## Розташування
Бере початок на південно-східній стороні від села Віалєнгі ґміни Тшцинсько-Здруй. Тече переважно на південний захід через Вєжхлас, Мешковіце, Кужицько, Клосув і біля села Челин ґміни Мешковіце впадає у річку Одру.